# I gult och blått (sång)
I gult och blått är en fotbollslåt, lanserad på singel den 24 maj 2002. På skivan sjunger Ravellis Dream Team, det vill säga Thomas Ravelli  & Arvingarna, fotbollslåtar. 2006 hade Magnus Hedman & Linda Bengtzing framgångar med låten I gult och blått.

## Låtlista
1. I gult och blått
2. Vi är svenska fotbollsgrabbar
3. I gult och blått

## Listplaceringar

### Ravellis Dream Team
| Lista (2002) | Topplacering |
| ------------ | ------------ |
| Sverige      | 19           |

### Magnus Hedman & Linda Bengtzing
| Lista (2006) | Topplacering |
| ------------ | ------------ |
| Sverige      | 48           |

### Fotnoter
1. ↑  ”I gult och blått”. Hitparad. http://hitparad.se/showitem.asp?interpret=Ravellis+Dream+Team&titel=I+gult+och+bl%E5tt&cat=s. Läst 26 november 2012.
2. ↑  ”I gult och blått”. Hitparad. http://hitparad.se/showitem.asp?interpret=Hedman+%2D+Bengtzing&titel=I+gult+och+bl%E5tt&cat=s. Läst 26 november 2012.